# KBS 월드 24
《KBS 월드 24》(KBS WORLD 24)는 KBS 2TV에서 매주 월요일부터 목요일 오후 3시 15분에 방송 중인 국제 뉴스 프로그램이다.

## 기획 의도
KBS 2TV에서 만나는 '진짜 국제 뉴스'! KBS 월드 24.

## 방송 시간
| 방송 채널 | 방송 기간                           | 방송 시간                                       | 방송 분량 |
| --------- | ----------------------------------- | ----------------------------------------------- | --------- |
| KBS 1TV   | 1994년 2월 21일 ~ 1994년 9월 15일   | 월요일 ~ 목요일 저녁 7시 40분 ~ 7시 50분 (10분) | 40분      |
| KBS 1TV   | 2013년 4월 8일 ~ 2013년 10월 17일   | 월요일 ~ 목요일 밤 12:00 ~ 12:40                | 40분      |
| KBS 2TV   | 2008년 3월 31일 ~ 2008년 7월 31일   | 월요일 ~ 목요일 저녁 6:30 ~ 6:50                | 20분      |
| KBS 2TV   | 2008년 8월 4일 ~ 2008년 8월 6일     | 월요일 ~ 수요일 저녁 6:30 ~ 6:50                | 20분      |
| KBS 2TV   | 2008년 8월 25일 ~ 2008년 11월 6일   | 월요일 ~ 목요일 저녁 6:30 ~ 6:50                | 20분      |
| KBS 2TV   | 2008년 11월 10일 ~ 2008년 11월 12일 | 월요일 ~ 수요일 저녁 6:30 ~ 6:50                | 20분      |
| KBS 2TV   | 1999년 5월 3일 ~ 2000년 4월 29일    | 월요일 ~ 토요일 저녁 6:00 ~ 6:30                | 30분      |
| KBS 2TV   | 2013년 10월 21일 ~ 2014년 12월 26일 | 평일 저녁 6:00 ~ 6:30                           | 30분      |
| KBS 2TV   | 2014년 12월 29일 ~ 2016년 4월 21일  | 월요일 ~ 목요일 저녁 6:00 ~ 6:30                | 30분      |
| KBS 2TV   | 2016년 4월 25일 ~ 2017년 5월 25일   | 월요일 ~ 목요일 저녁 8:30 ~ 8:55                | 25분      |
| KBS 2TV   | 2018년 9월 17일 ~ 2020년 4월 2일    | 월요일 ~ 목요일 저녁 8:30 ~ 8:55                | 25분      |
| KBS 2TV   | 2017년 5월 29일 ~ 2018년 9월 14일   | 평일 저녁 8:30 ~ 8:55                           | 25분      |
| KBS 2TV   | 2020년 4월 6일 ~ 2020년 6월 25일    | 월요일 저녁 8:30 ~ 8:50                         | 20분      |
| KBS 2TV   | 2020년 4월 6일 ~ 2020년 6월 25일    | 화요일 ~ 목요일 저녁 8:30 ~ 8:55                | 25분      |
| KBS 2TV   | 2024년 1월 22일 ~ 2024년 7월 25일   | 월요일 ~ 목요일 저녁 8:30 ~ 8:55                | 25분      |
| KBS 2TV   | 2024년 8월 12일 ~ 현재              | 월요일 ~ 목요일 오후 3:15 ~ 3:45                | 30분      |

## 앵커

### 메인
| 대수 | 진행자             | 진행 기간                          | 비고   |
| ---- | ------------------ | ---------------------------------- | ------ |
| 1대  | 이광출 기자        | 1994년 2월 21일 ~ 1994년 9월 15일  |        |
| 2대  | 백승주 아나운서    | 2008년 3월 31일 ~ 2008년 11월 12일 |        |
| 3대  | 박에스더 기자      | 2013년 4월 8일 ~ 2014년 4월 11일   |        |
| 4대  | 하송연 기자        | 2014년 4월 14일 ~ 2015년 9월 17일  |        |
| 5대  | 이각경 아나운서    | 2015년 9월 21일 ~ 2016년 4월 21일  | [ 2 ]  |
| 6대  | 윤수영 아나운서    | 2016년 4월 25일 ~ 2016년 12월 28일 | [ 4 ]  |
| 7대  | 김진희 아나운서    | 2017년 1월 2일 ~ 2018년 3월 23일   | [ 6 ]  |
| 8대  | 윤지영 아나운서    | 2018년 3월 26일 ~ 2018년 9월 14일  |        |
| 9대  | 김지원 前 아나운서 | 2018년 9월 17일 ~ 2020년 1월 9일   | [ 7 ]  |
| 10대 | 이각경 아나운서    | 2020년 1월 13일 ~ 2020년 6월 25일  | [ 9 ]  |
| 11대 | 남현종 아나운서    | 2024년 1월 22일 ~ 2025년 3월 6일   | [ 10 ] |
| 12대 | 이예원 아나운서    | 2025년 3월 10일 ~ 현재             | [ 11 ] |

### 서브
| 대수 | 진행자          | 진행 기간                         | 비고   |
| ---- | --------------- | --------------------------------- | ------ |
| 1대  | 장수연 아나운서 | 2013년 4월 8일 ~ 2013년 10월 17일 |        |
| 2대  | 김승휘 아나운서 | 2013년 10월 21일 ~ 2015년 1월 8일 |        |
| 3대  | 김희수 아나운서 | 2015년 1월 12일 ~ 2016년 4월 21일 |        |
| 4대  | 박태원 아나운서 | 2016년 4월 25일 ~ 2020년 6월 25일 | [ 14 ] |

## 코너

### 방영 코너
| 코너명       | 진행자             |
| ------------ | ------------------ |
| 맵 브리핑    | 이예원 아나운서    |
| 뉴스의 2면   | 최규연 외신 캐스터 |
| 특파원 현장  |                    |
| 월드 이슈    |                    |
| 오늘 한 컷   |                    |
| 월간 세계인  | 이예원 아나운서    |
| 월드 플러스  | 이예원 아나운서    |
| 월드 24 날씨 | 최현미 기상 캐스터 |
| 클로징       | 이예원 아나운서    |

#### 맵 브리핑
주요 국제 뉴스 코너. 세계 곳곳에 위치해 주요 소식을 전한다.

#### 뉴스의 2면
2면 뉴스 코너. '뉴스 너머의 뉴스', 세계 뉴스 2면을 전한다.

#### 특파원 현장
특파원 리포트 코너. 국제의 현장을 전한다.

#### 월드 이슈
심층 국제뉴스 코너. 이슈가 되는 국제 소식에 대해 대면한다.

#### 오늘 한 컷
국제 한 컷 사진 코너. 국제의 이미지들을 한 컷씩 보여준다.

#### 월간 세계인
세계 각지에서 활약하고 있는 한국인들을 만나보는 코너.

#### 월드 플러스
국제 단신 뉴스 코너.

#### 월드 24 날씨
국제 기상 정보 코너.

## 타이틀 변천사
| 기수 | 프로그램 타이틀 | 방송 기간                          |
| ---- | --------------- | ---------------------------------- |
| 1기  | KBS 뉴스월드    | 1994년 2월 21일 ~ 1994년 9월 15일  |
| 2기  | KBS 월드뉴스    | 1999년 5월 3일 ~ 2000년 4월 29일   |
| 3기  | KBS 월드뉴스    | 2008년 3월 31일 ~ 2008년 11월 12일 |
| 4기  | KBS 글로벌 24   | 2013년 4월 8일 ~ 2020년 6월 25일   |
| 5기  | KBS 월드 24     | 2024년 1월 22일 ~ 현재             |